# Зу-ль-Карнайн
Зу́-ль-Ка́рнайн (араб. ذو القرنين‎ — «обладатель двух рогов», «двурогий») — праведник и великий царь, воздвигший стену, защищающую от народов Яджудж и Маджудж. Имя Зу-ль-Карнайн четырежды упомянуто в восемнадцатой суре Корана.

## Имя и прототип
Зу-ль-Карнайн в переводе с арабского означает «обладающий двумя рогами». Точное толкование имени Зу-ль-Карнайна неизвестно. Одни называют «рогами солнца» восток и запад, другие объясняют это тем, что он владел Румом и Персией, третьи наличием на его лбу рожек или шишек.
Согласно некоторым преданиям[каким?], имя Зу-ль-Карнайна было Искандер, из-за чего его обычно отождествляли с Александром Македонским (Искандером Двурогим), который к тому же был изображён на монетах как воплощение рогатого бога Зевса-Амона. Другие[кто?] видят прототип Зу-ль-Карнайна в Кире Великом или Соломоне; некоторые современные исследователи[какие?] считают, что прототипом мог быть даже византийский император Ираклий I.
Все комментаторы сходятся в том, что Зу-ль-Карнайн был великим царём, предполагая, что им мог быть персидский царь Дарий, лахмидский царь аль-Мунзир, йеменский царь аль-Акран («рогатый») или другие. Некоторые историки (аль-Куртуби, ат-Табари, Ибн Асир) утверждали, что Зу-ль-Карнайн жил во времена пророка Ибрахима (Авраама) и даже совершил вместе с ним паломничество в Мекку.

### Кир Великий
В современное время некоторые ученые выступили в поддержку мнения, что Зуль Карнайна на самом деле следует идентифицировать с Киром Великим, основателем Персидской Ахеменидской империи и завоевателем Мидии, Лидии и Вавилонии. Сторонники этой точки зрения ссылаются на видение Даниила в Ветхом Завете, где он увидел двухрогого барана, который представляет «царей Мидии и Персии» (Даниил 8:20)  . 
В цилиндре Кира говорится, что идолы, которые Набонид привез в Вавилон из других вавилонских городов, были восстановлены Киром в их прежних святилищах, а разрушенные храмы — восстановлены. В текстах указывается, что Кир Великий инициировал общую политику разрешения религиозной свободы на своих территориях .
Знаменитый рельеф на столбе дверного проема в Пасаргадах изображает крылатую фигуру в короне Хемхем (тип древнеегипетской короны, украшенной длинными спиральными рогами барана). Некоторые ученые считают, что это изображение Кира из-за надписи, которая ранее находилась над ним, хотя большинство видят в этом изображении защитного духа и отмечают, что та же надпись была написана на других дворцах в комплексе . 
Эта теория была предложена в 1855 году немецким филологом Г. М. Редслобом, но не получила сторонников на Западе . Среди мусульманских комментаторов ее впервые продвигал Сайед Ахмад Хан (ум. 1889) , затем Маулана Абуль Калам Азад, и с течением времени она стала более широко принята.

## Завоевания Зу-ль-Карнайна
Зу-ль-Карнайн проповедовал веру в единого Бога и призывал другие народы следовать законам Аллаха. Аллах даровал ему великую власть и он воевал против язычников, завоевав при этом большие территории в Европе и Азии.
В то же время, Коран приписывает Зу-ль-Карнайну подвиги, которых не было у Александра (например, войны с Яджудж и Маджудж или суд, устроенный над жителями земель, где солнце закатывается в «зловонный источник»).
Зу-ль-Карнайн выступил против племён Яджудж и Маджудж, известных своим нечестивым поведением по отношению к другим народам. Он воздвиг между двумя горами ограду, а затем заполнил промежутки между блоками расплавленным железом. Саид-афанди Чиркейский в «Истории пророков» даёт параметры этой стены: длина 5 фарсахов, высота 300 метров, ширина 150 метров. Незадолго до дня Страшного суда Яджудж и Маджудж должны пробить в этой стене брешь и совершить нашествие на другие страны.
Смысл коранического рассказа состоит в том, что все то, благодаря чему совершил свои подвиги великий царь Зу-ль-Карнайн, было даровано ему могущественным Аллахом.

## Смерть
По разным данным был похоронен возле Мекки, либо он умер где-то между Сирией и Мединой и был похоронен на горе Тахама.

## Бану Зуль-Карнайн
Зу-ль-Карнайн особенно почитается группой русских мусульман «Бану Зуль-Карнайн», которые считают его пророком индоевропейских племен, к которым относятся и русские. В июне 2004 года джамаат русских мусульман «Бану Зулькарнайн», совместно с группами «Давгат аль-Ислами» (Омск), Царевококшайская община русских мусульман (Йошкар-Ола) и Культурным центром русских мусульман «Ихлас» (Алма-Ата) объявили об объединении в единую Национальную организацию русских мусульман (НОРМ).